# Harry Mitchell
Harry Mitchell (n. 5 ianuarie 1898, Tiverton, Anglia, Regatul Unit al Marii Britanii și Irlandei – d. 8 februarie 1983, Greater London, Anglia, Regatul Unit) a fost un boxer ce a reprezentat Regatul Unit al Marii Britanii și al Irlandei de Nord, medaliat olimpic. A participat la o ediție a Jocurilor Olimpice (1924) în care a câștigat o medalie de aur.

## Participări
Lista de mai jos prezintă principalele competiții la care a participat Harry Mitchell de-a lungul carierei.
- boxe aux Jeux olympiques d'été de 1924 – poids mi-lourds hommes[*]